# Organized Crime
Organized Crime er et album med Mambo Kurt som udkom 21. juni 2005.

## Spor
- 1. "Thunderstruck" (AC/DC)
- 2. "In the shadows" (The Rasmus)
- 3. "Hells Bells" (AC/DC)
- 4. "Sheena is a punkrocker" (The Ramones)
- 5. "Anarchy in the UK" (Sex Pistols)
- 6. "Basket case" (Green Day)
- 7. "Prince of the rodeo" (Turbonegro)
- 8. "The number of the beast" (Iron Maiden)
- 9. "Engel" (Rammstein)
- 10. "Killing an arab" (The Cure)
- 11. "I was made for loving you" (Kiss)
- 12. "The final countdown" (Europe) (inklusiv "Eye of the tiger" af Survivor)
- 13. "Sunshine Reggae" (Skjult nummer) (Laid Back)